# Hallelesis
Hallelesis is een geslacht van vlinders uit de familie van de Nymphalidae uit de onderfamilie van de Satyrinae. Dit geslacht is voor het eerst wetenschappelijk beschreven door Michel Condamin in een publicatie uit 1961.

## Soorten
- Hallelesis asochis (Hewitson, 1866)
- Hallelesis halyma (Fabricius, 1793)